# الأشندا
الأشندا هو احتفال البالغات سن الزواج في إثيوبيا، يتم الاحتفال به عادةً ما بين 16 و 26 أغسطس من كل عام. يستمر الحفل من ثلاثة أيام إلى شهر واحد حسب المكان (أقصر في المناطق الحضرية، ويطول في المناطق القروية). وهو يوم عطلة رئيسي في منطقتي أمهرة وتيجري.
احتفال اشندا التراثي المخصص للفتيات اللواتي بلغن سن الزواج. من طقوس احتفال بعيد الاشندا خروج الفتيات من بيوتهن باكرا وإقامة تجمعات راقصة في الأحياء والطرقات تعبيرا عن فرحهن ببلوغهن سن الزواج. وسُمي الحفل بالاشندا نسبة إلى العشب الاخضر الطويل الذي تلبسه الفتيات حول خصورهن. ويعتبر المهرجان ضاهرة سياحية كبرى يشهد اقبالا كبيرا من الاجانب.

## وصلات خارجية
- (فيديو): ربورطاج من قناة الجزيرة عن احتفال الاشندا في إثيوبيا.